# Anarchaea
Anarchaea là một chi nhện trong họ Malkaridae.

## Các loài
- Anarchaea corticola (Hickman, 1969) (type) – Australia (Tasmania)
- Anarchaea falcata Rix, 2006 – Australia (New South Wales)
- Anarchaea raveni Rix, 2006 – Australia (Queensland)
- Anarchaea robusta (Rix, 2005) – Australia (Tasmania)